# Icône biélorusse
Pour un article plus général, voir Icône (religion).

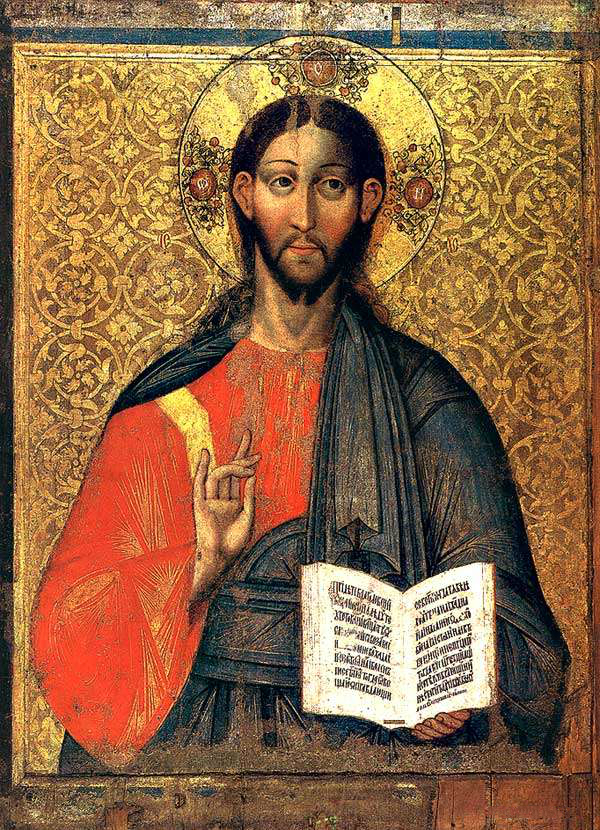
Christ Pantocrator (XVIe siècle).

Les icônes biélorusses occupent une place spécifique dans la culture religieuse et artistique des Slaves. Elles possèdent cette particularité de faire se côtoyer en Biélorussie, les traditions byzantines et russes et les spécificités stylistiques de l'art ouest-européen de la Renaissance, du Baroque et du classicisme.

## Histoire
La position géographique de la Biélorussie et son histoire placent ce pays à la charnière entre l'Ouest latin et l'Est orthodoxe. Aux XIVe siècle- XVIe siècle elle faisait partie de la grand-duché de Lituanie et aux XVIe siècle-XVIIIe siècle de la république des Deux Nations formée du royaume de Pologne et du grand-duché de Lituanie.

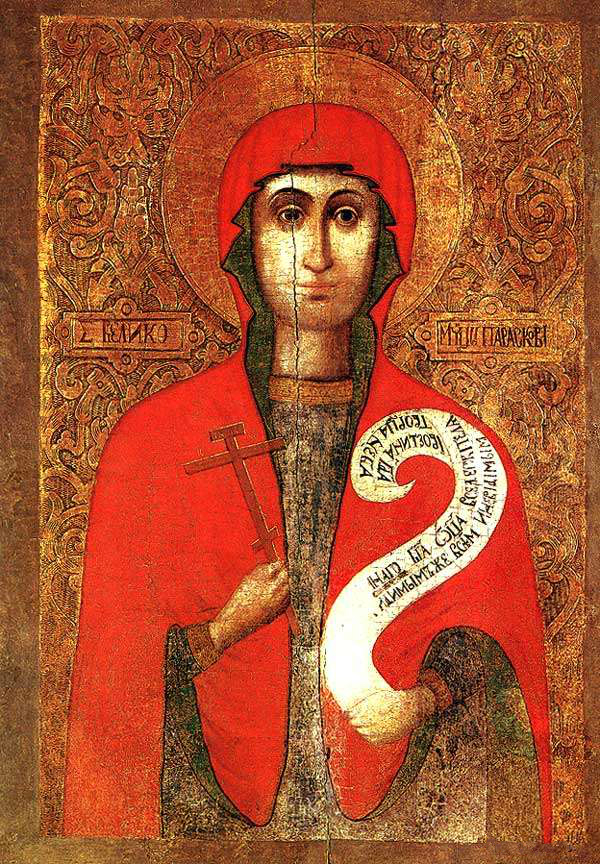
Sainte Parascève (XVIe siècle).

Durant ces périodes se forment la langue, la culture biélorusse. La peinture d'icône y joue un grand rôle. C'est durant les XVe siècle-XVIe siècle que les peintres biélorusses acquièrent des canons iconographiques individuels après avoir imité les traditions byzantines et russes. Leurs icônes réalisent aussi la fusion entre l'iconographie orthodoxe et la technique picturale de la Renaissance européenne.   
Le fondateur de l'imprimerie biélorusse, Francysk Skaryna (1490-1551) bachelier en art, philosophe natif de Polotsk, produit des œuvres littéraires biélorusses, grâce aux nouvelles techniques d'imprimerie. Ce sont des œuvres qui réunissent la mentalité nouvelle de la Renaissance et celle antérieure du Moyen Âge.  
À la fin du XVIe siècle, la Renaissance tardive produit des œuvres maniéristes qui vont aboutir en architecture au style baroque biélorusse. Ce dernier devient une orientation fondamentale de la culture biélorusse pendant deux siècles. 
Au XVIIe siècle on observe dans les icônes biélorusses le pathétisme spécifique au baroque ainsi que la représentation d'observations prises sur le vif, des coloris vifs, des scènes de genre d'origine biblique, parfois traités avec une certaine naïveté. Toutes particularités différentes de l'iconographie russe de la même époque restée plus classique.
Durant deux siècles la peinture d'icône devient un moyen de combat politique et religieux pour préserver les spécificités culturelles d'un peuple. Au sein de la république des Deux Nations les Polonais traditionnellement catholiques dominaient la vie politique. En matière religieuse cette domination influa sur les pratiques religieuses du pays. L'expansion de la Contre-Réforme catholique dans une population traditionnellement orthodoxe est la source de nombreux conflits au XVIe siècle et XVIIe siècle. Mais le clergé veille toutefois inlassablement à la conservation des canons orthodoxes. Le pays compte plus de 220 peintres. Les documents découverts à Moguilev et à Davyd-Haradok à Charachova (voblast de Brest) permettent de retracer l'évolution originales des iconostases de style baroque et classique.   

## Galerie

icônes du XVe siècle
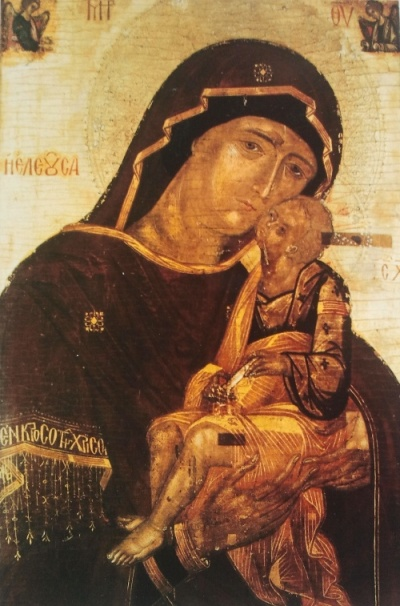
Vierge Malorita
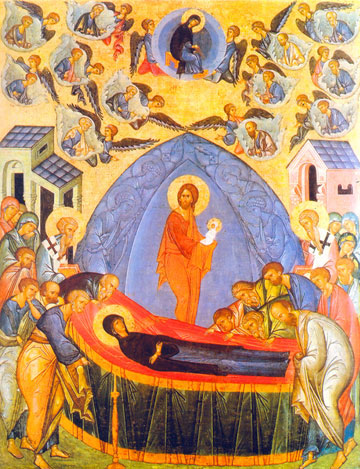
Dormition bleue, auteur inconnu

- icônes du XVIe siècle[4]

icônes du XVIe siècle
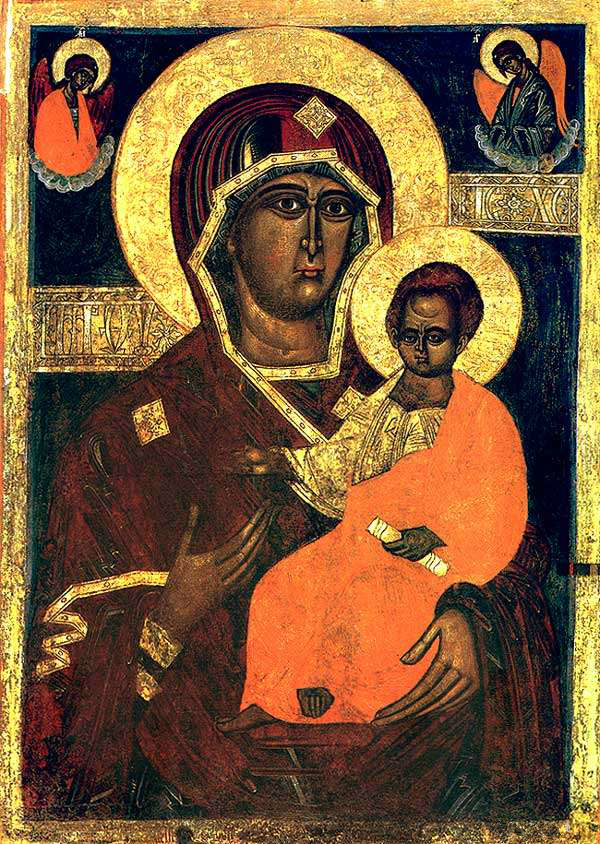
La Vierge Odigitria de Smolensk au Musée national des beaux-arts de Biélorussie.Origine village de Doubenets (voblast de Brest), Raïon de Stoline.
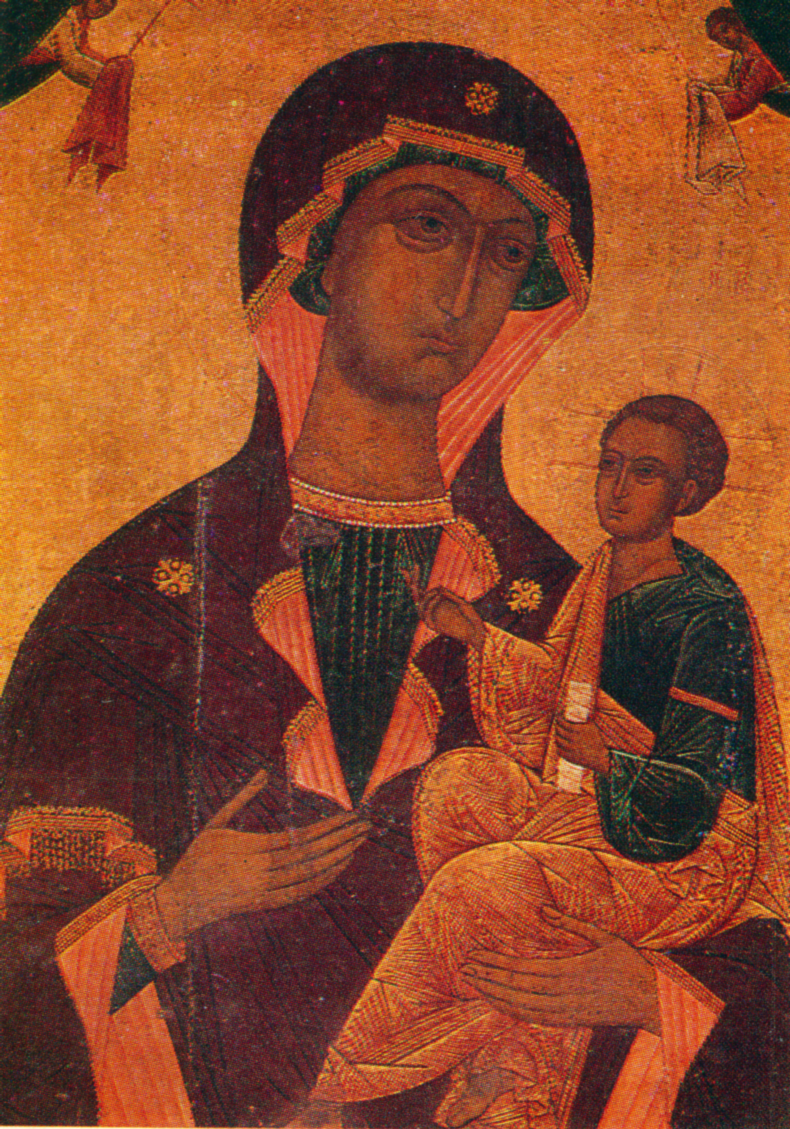
La Vierge odigitria de Jérusalem (XVIe siècle).
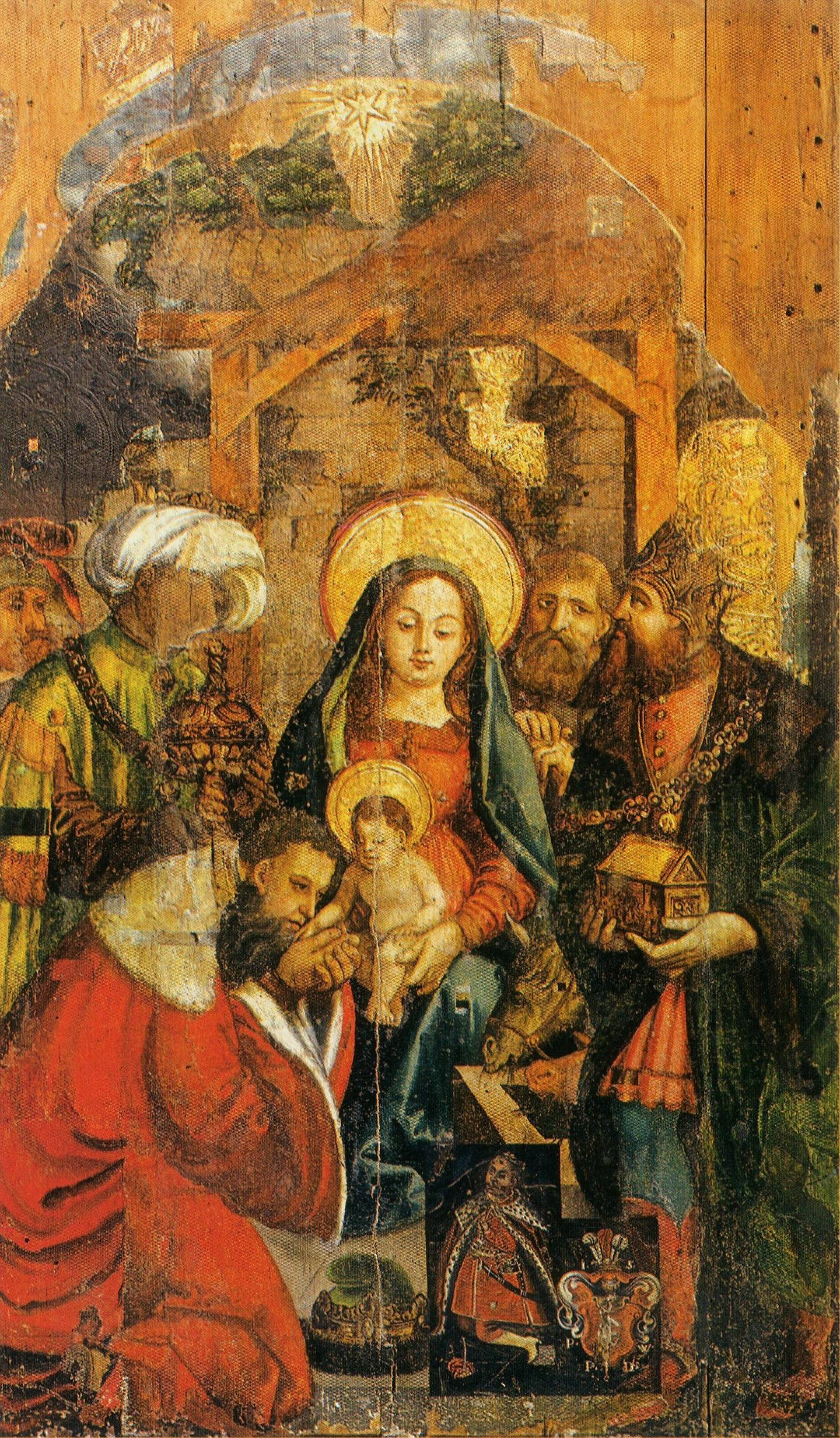
L'adoration des mages -Musée de la culture biélorusse de l'Académie des sciences de Biélorussie, origine  région du village de Drysviate près de Vitebsk. Église catholique St Pierre et Paul. Vers 1514.

- icônes du XVIIe siècle[5]

icônes du XVIIe siècle
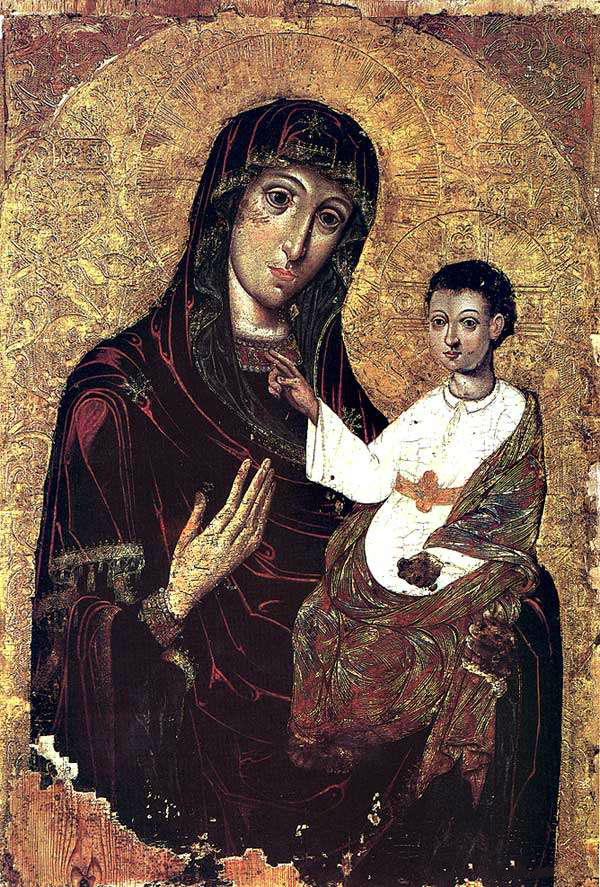
1659. Vierge Odigitria Barkolavovskaïa. Sur bois, tempera.
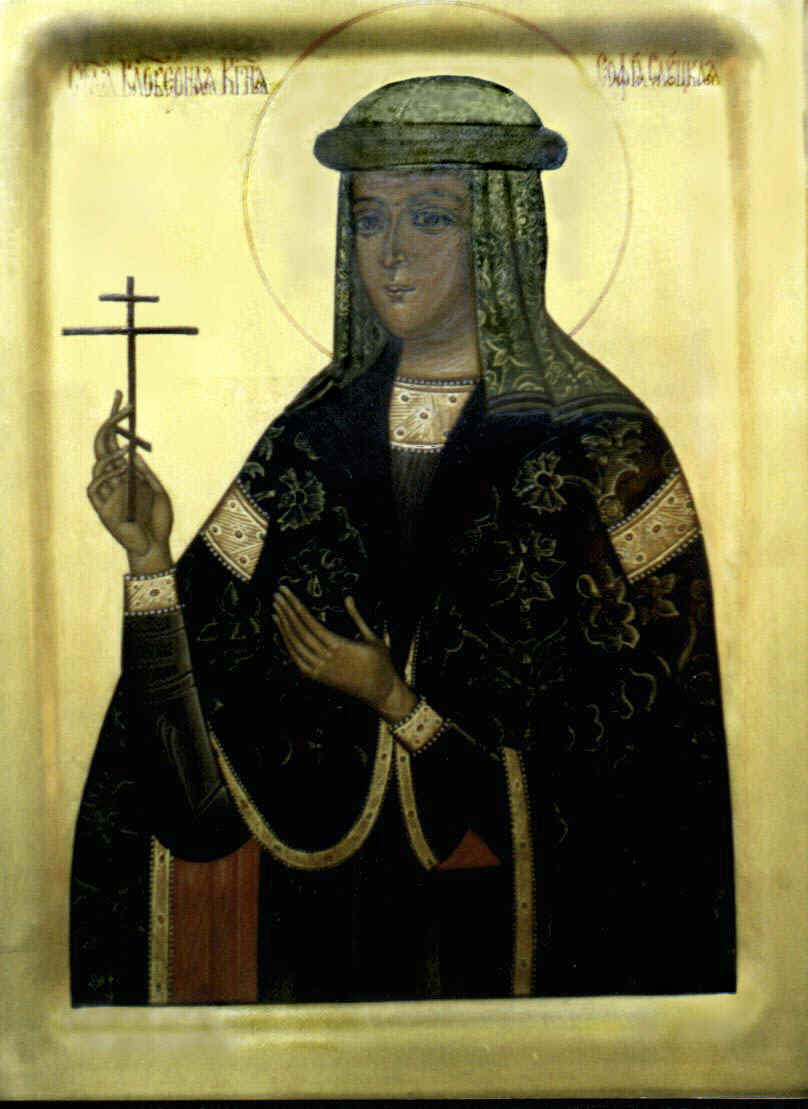
Icône de la princesse Sofia de Sloutsk(1585-1612). Épouse de Janusz Radziwiłł (1579-1620). Cathédrale du Saint-Esprit de Minsk.
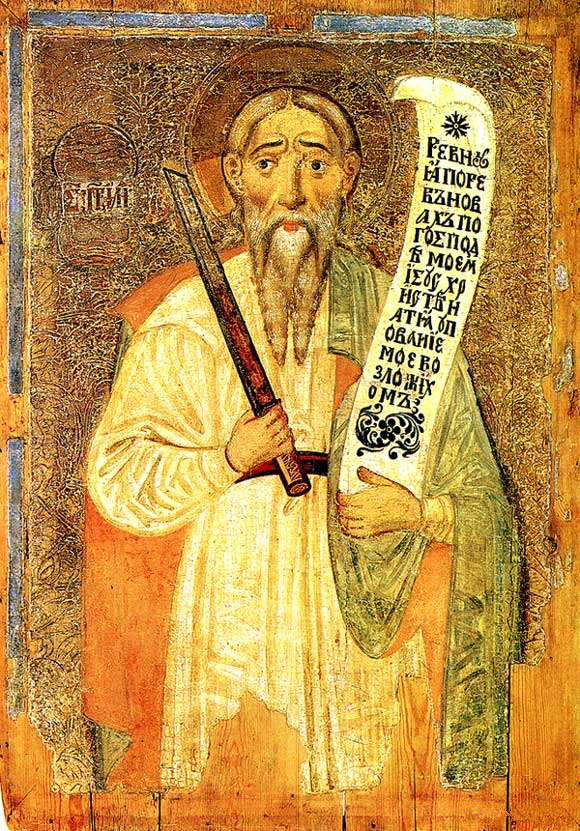
Saint-Élie 1668.

- icônes du XVIIIe siècle[6]

icônes du XVIIIe siècle
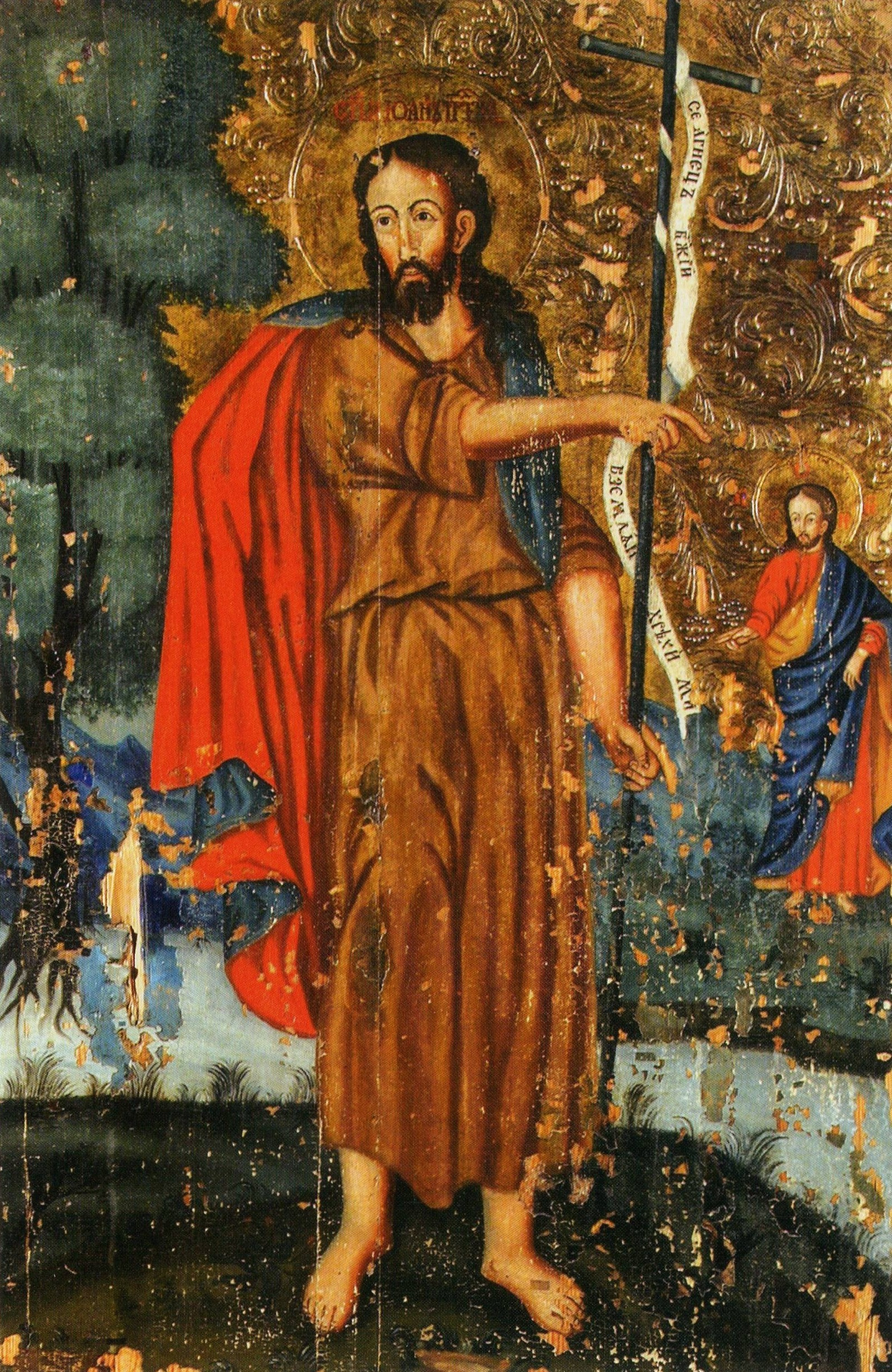
Jean le Baptiste (Doubenets, voblast de Brest).
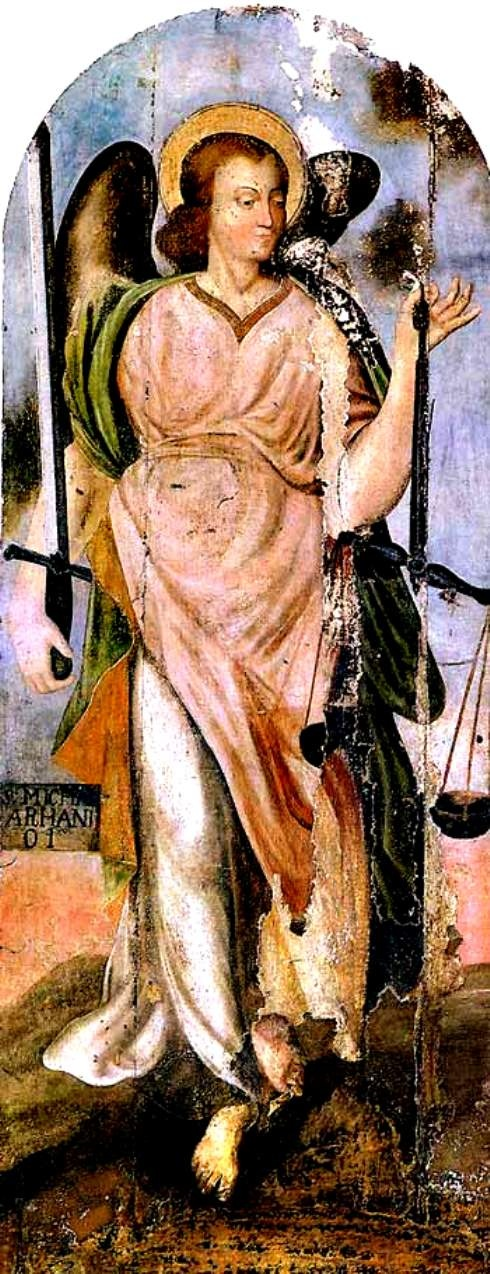
Archange Michael (Biélorussie, XVIIIe siècle).
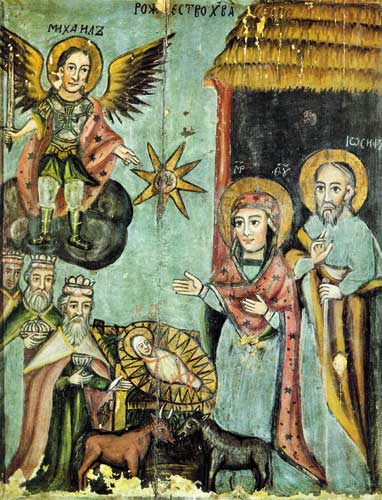
Nativité 1746,(voblast de Vitebsk).